# Drumul european E81
Drumul european E81 leagă Ucraina de România și are o lungime de peste 900 de kilometri. Pleacă din orașul ucrainean Muncaci, și are traseul următor: Muncaci - Bereg - (Frontiera ucraineano-română) - Halmeu - Satu Mare - Zalău - Cluj - Turda - Alba Iulia - Sebeș - Sibiu - Râmnicu Vâlcea - Pitești - București - Lehliu - Fetești - Cernavodă - Constanța.

## Traseul

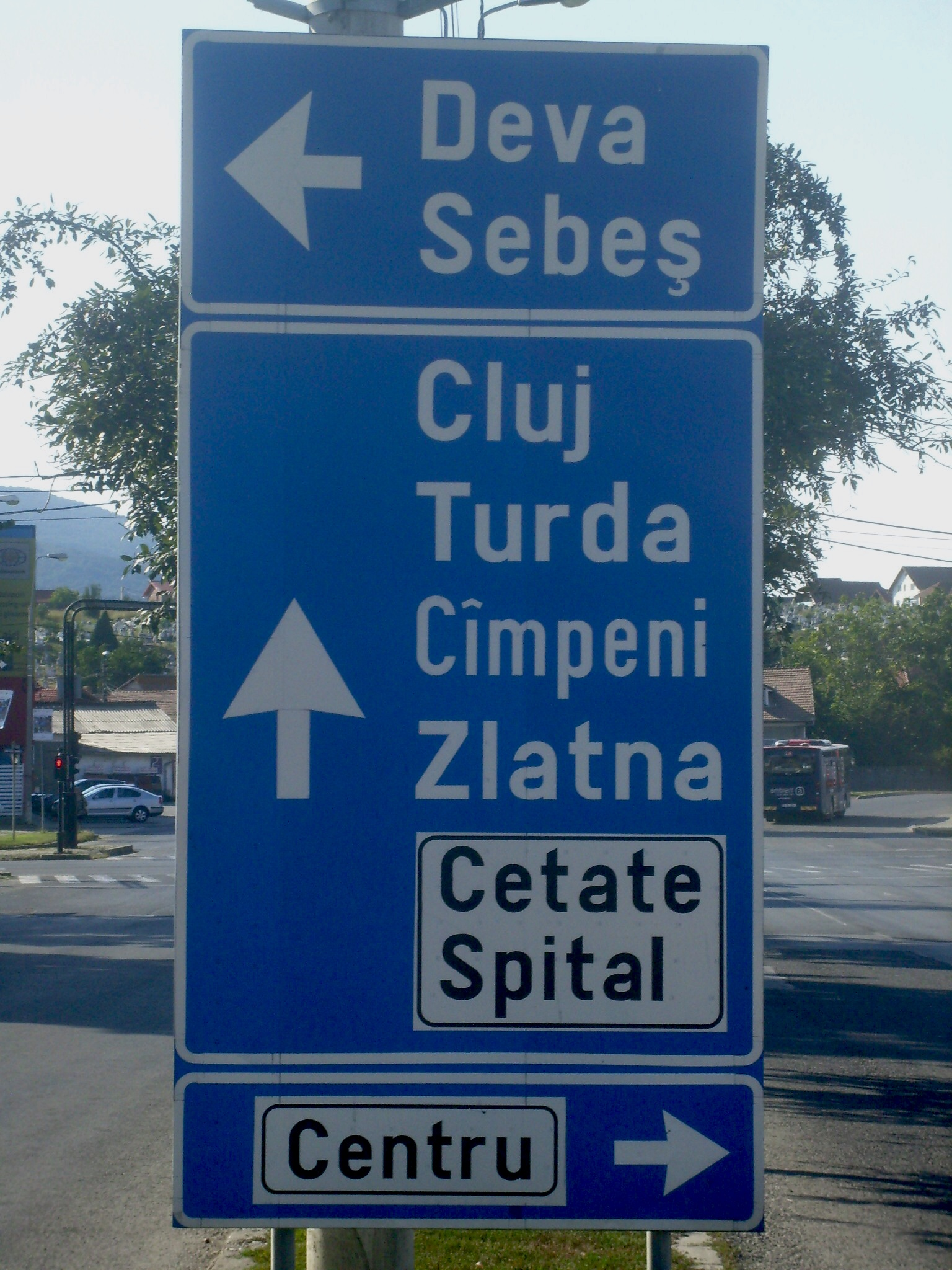
E81 - Alba Iulia

- Ucraina
  - Muncaci
  - Bereg
- Frontiera ucraineano-română
- România
  - Halmeu E81 - Alba Iulia
  - Satu Mare
  - Zalău
  - Cluj E60
  - Turda E60
  - Alba Iulia
  - Sebeș E68
  - Sibiu
  - Șelimbăr E68
  - Tălmaciu E68
  - Râmnicu Vâlcea
  - Pitești
  - București E60 E70
  - Lehliu
  - Fetești
  - Cernavodă
  - Constanța E60